# La Chavatte
La Chavatte település Franciaországban, Somme megyében. Lakosainak száma 64 fő (2022. január 1.). La Chavatte Fouquescourt, Fransart, Fresnoy-lès-Roye és Parvillers-le-Quesnoy községekkel határos.

## Népesség
A település népességének változása:
| Lakosok száma | 73   | 74   | 75   | 73   | 73   | 72   | 72   | 68   | 64   |
|               | 2013 | 2015 | 2016 | 2017 | 2018 | 2019 | 2020 | 2021 | 2022 |